# 木喰

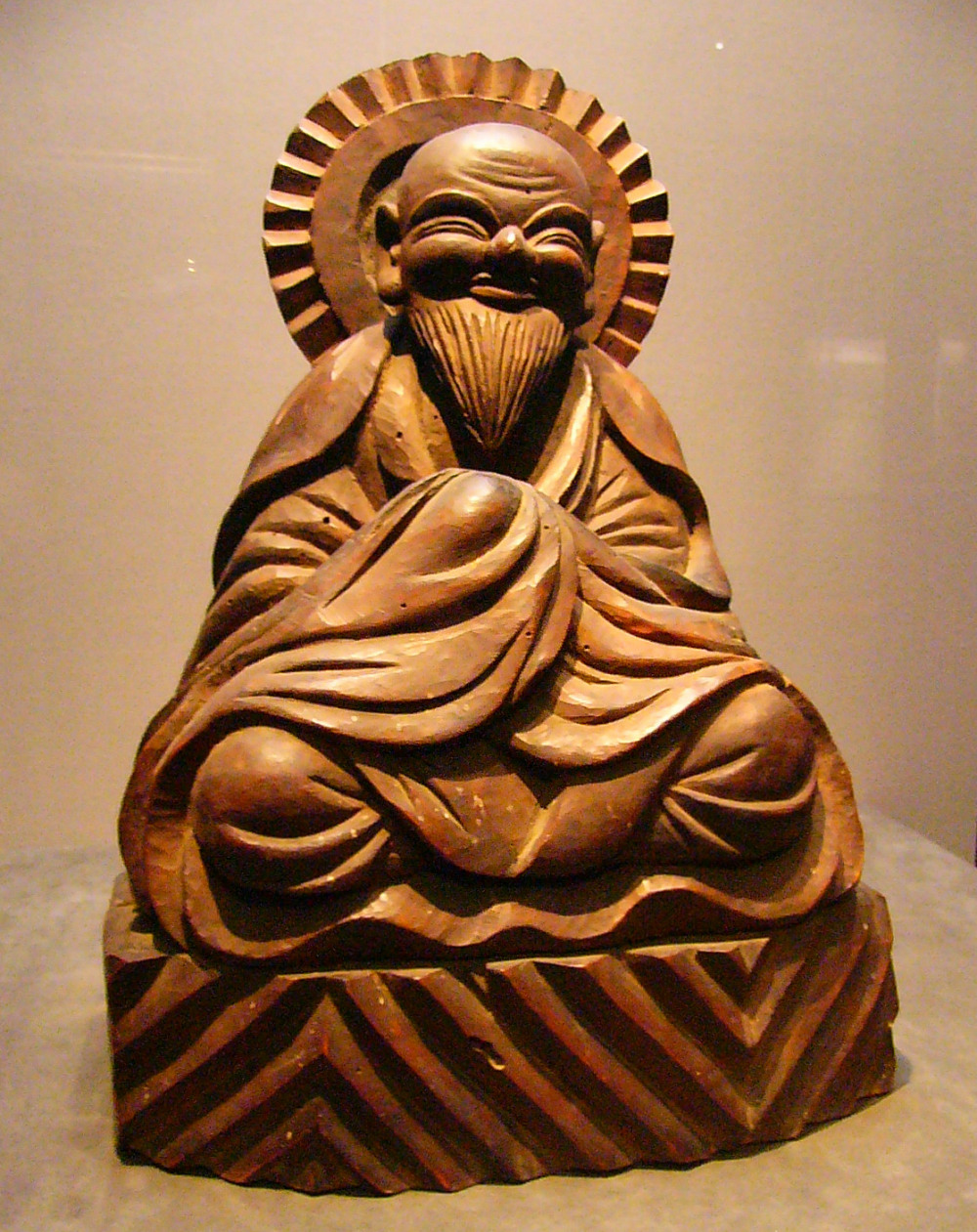
木喰上人自刻像

木喰（もくじき 1718年（享保3年）- 1810年7月6日（文化7年6月5日）は、江戸時代後期の仏教行者・仏像彫刻家・歌人。
日本全国におびただしい数の遺品が残る、「木喰仏」（もくじきぶつ）の作者である。生涯に三度改名し、木喰五行上人、木喰明満上人などとも称する。特定の寺院や宗派に属さず、全国を遍歴して修行した仏教者を行者あるいは遊行僧（ゆぎょうそう）などと称したが、木喰はこうした遊行僧の典型であり、日本全国を旅し、訪れた先に一木造の仏像を刻んで奉納した。
木喰の作風は伝統的な仏像彫刻とは全く異なった様式を示し、ノミの跡も生々しい型破りなものであるが、無駄を省いた簡潔な造形の中に深い宗教的感情が表現されており、大胆なデフォルメには現代彫刻を思わせる斬新さがある。日本各地に仏像を残した遊行僧としては、木喰より1世紀ほど前の時代に活動した円空がよく知られるが、円空の荒削りで野性的な作風に比べると、木喰の仏像は微笑を浮かべた温和なものが多いのも特色である。

## 生涯

### 出生から諸国廻国

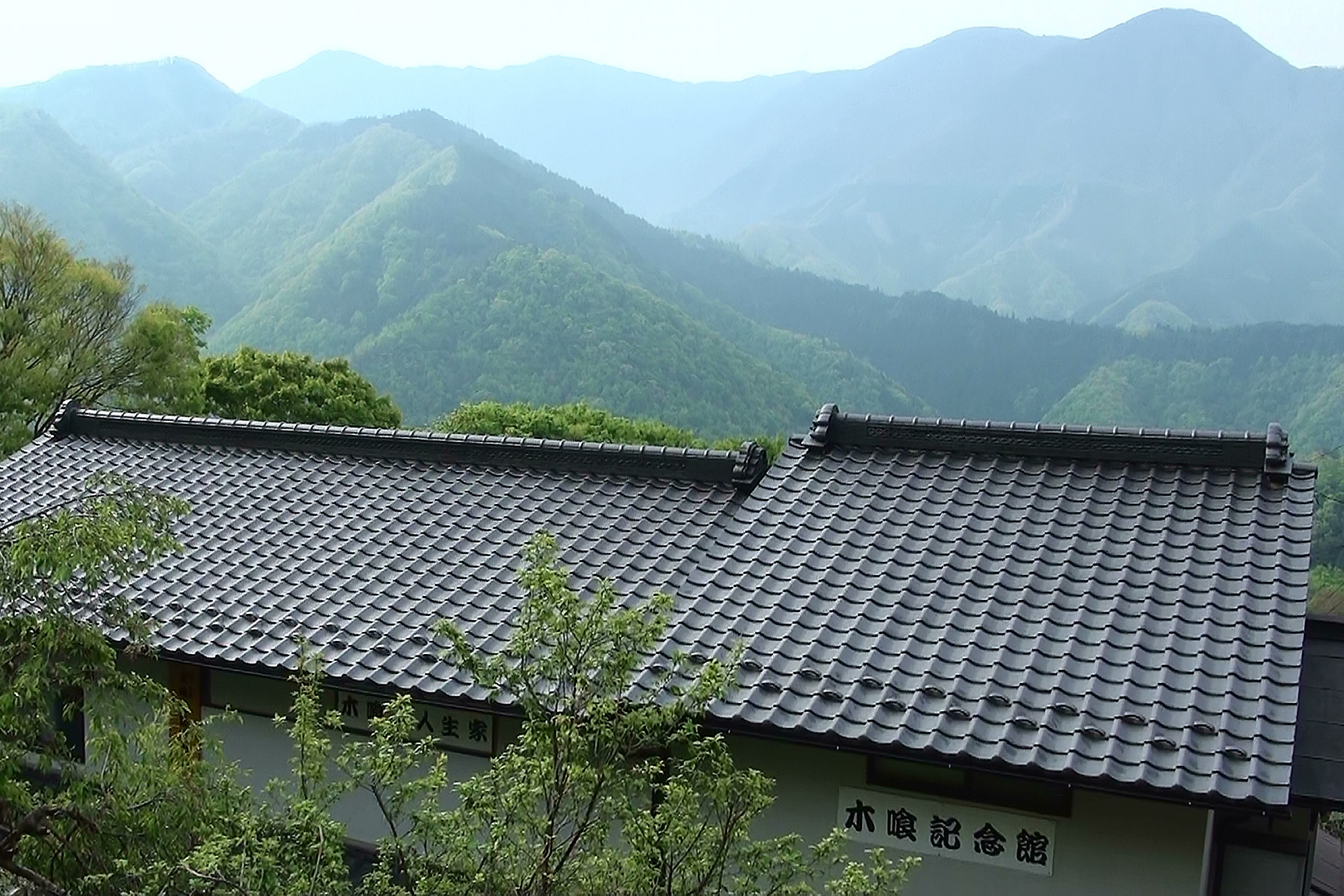
木喰の生誕地、丸畑地区

1718年（享保3年）、甲斐国東河内領古関村丸畑（現在の山梨県南巨摩郡身延町古関字丸畑）の名主伊藤家に生まれる。丸畑は甲斐国南部・河内領に属する山村で、甲斐・駿河間を結ぶ駿州往還（河内路）と中道往還を東西い結ぶ本栖路（現在の国道300号）が通過する。
父は六兵衛で次男。幼名は不明だが、木喰の生涯については自身の残した宿帳や奉経帳記録や自叙伝である『四国堂心願鏡』、各地に残した仏像背銘などから、かなり詳細にたどることができる。1731年（享保16年）、14歳（数え年、以下同）の時、家人には「畑仕事に行く」と言い残して出奔（家出）し、江戸に向かったという。
『心願鏡』によれば、1739年（元文4年）、22歳の時に相模国（神奈川県伊勢原市）の古義真言宗に属する大山不動で出家したという。「木喰」と名乗るようになるのはそれから20年以上を経た1762年（宝暦12年）、彼はすでに45歳になっていた。この年、彼は常陸国（茨城県水戸市）の真言宗羅漢寺で、師の木食観海から木食戒（もくじきかい）を受けた。当初「木喰行道」と称したが、76歳の時に「木喰五行菩薩」、さらに89歳の時に「木喰明満仙人」と改めている。近世の木食僧は真言宗系と浄土宗系、天台宗系の三派が存在し、木喰は真言宗系とされる。
木喰が廻国修行（日本全国を旅して修行する）に旅立つのは、木食戒を受けてからさらに10年以上を経た1773年（安永2年）、56歳の時である。以後、彼の足跡は、弟子の木食白道とともに北は北海道の有珠山の麓から、南は鹿児島県まで、文字通り日本全国にわたっており、各地に仏像を残している。

### 東北・北海道における初期の造像
木喰の最初期の造仏として青森県上北郡六戸町の海傳寺（かいでんじ）に伝来する「釈迦如来像」がある。この像は台座を含む総高29.8センチメートル（像高24.8センチメートル）で、彩色は施されない。頭部には螺髪（らほつ）が刻まれず、胸前で両手を衣の内へ納め、印相を明らかにしない。同像は2008年刊行の青森県史叢書『南部の仏像-上北三八地方寺社所蔵文化財調査報告書』に掲載されている。2014年5月14日には全国木喰研究会評議委員の小島梯次のもとへ同像が木喰仏ではないかとする情報が寄せられ、同年7月25日には山梨県立博物館の近藤暁子により小島に『南部の仏像』に同像が掲載されていることが伝えられた。
同年9月25日には小島・近藤による海傳寺の調査が行われた。像容からは木喰仏と判断されないが、赤外線撮影により背面に墨書銘が確認され、「木食」の署名も見られず年代も不詳であるが、初期の木喰仏に見られる「行道」がデザイン化された花押が確認され、木喰仏と判断された。本像は東北地方におけるはじめての木喰仏の発見でもあった。
『納経帳』に拠れば、木喰は安永7年（1778年）5月29日に青森県三戸郡の神宮寺（櫛引八幡宮）を訪ね、同年6月5日にはむつ市恐山の円通禅寺を訪ねた後、北海道へ渡っており、海傳寺はこの途上に位置している。なお、北海道から本州へ戻った後は西郡方面を通過しているため、渡道以前の像と判断されているが、小像であることから移座している可能性も指摘される
海傳寺の像に続き確認できる最初期の仏像は安永8年、61歳の時、蝦夷地（北海道南部）で制作したものである。木喰は生涯に佐渡島に4年間、日向（宮崎県）に7年間留まったのを例外として、1つの土地に長く留まることなく、全国を遍歴した。
北海道における初期の作例として二海郡八雲町の門昌庵に伝来する諸像がある。これらは従来、初期の木喰仏とされていたが、2004年（平成16年）近年山梨県立博物館による赤外線カメラを用いた調査において5体の像の背銘に記されている六字名号の書体と署名から、弟子の白道の作例であると判明した。
また、北海道古平郡古平町字浜町に所在する日蓮宗寺院・正隆寺に伝来する子安観音菩薩像も作風から白道作の可能性が指摘されていたが、2016年（平成28年）には近藤暁子による調査が実施され、像背銘と造形的特徴から木喰作であることが判明した。この像は戦後の1976年（昭和51年）に正隆寺近在の青山家により奉納されたもので、青山家は北海道の塩谷（小樽市）出身で祖先は松前氏家臣であったという。

### 四国堂建立から晩年
故郷の甲斐国丸畑には安永6年（1777年、60歳）5月、天明5年（1785年、68歳）、翌天明6年（1786年、69歳）、寛政12年（1800年、83歳）の4度帰っている。なお、記録には残されていないがその後も丸畑に滞在した可能性が指摘されている。
寛政12年9月の帰郷は、念願であった回国（日本一周）を果たした後で。同年10月に駿河国から富士川沿いに丸畑へ入る。同年12月には丸畑村の永寿庵の本尊である五智如来像を制作している。翌寛政13年正月に丸畑や横手など近在村人の依頼で丸畑に四国堂建立に取りかかる。同年3月から四国八十八箇所霊場にちなんだ八十八体仏のほか弘法大師像や自身像などを含めた90体弱の四国堂諸仏を製作し、一部を四国堂に安置した。享和元年には廻国満願の供養碑を建立している。四国堂は享和2年（1802年）2月21日に完成し、開眼供養が行われている、自身の半生を回顧した『四国堂心願鏡』を著している。なお、『四国堂心願鏡』は1924年（大正13年）6月9日に柳宗悦により発見されている。
四国堂諸仏をはじめ山梨県内に残される木喰仏は主に寛政12年から享和2年にかけて制作されたもので、晩年期の作風である「微笑仏」の特徴を備えていることが指摘される。木喰が晩年に多作した群像であり、像高は70センチメートル前後。造形的特徴として縁に放射状の刻みをもった頭背を持ち、荷葉・蓮台（蓮肉・蓮弁）・框で構成される三部の台座には最上部の荷葉に列弁状の彫刻が施されている。寛政12年9月15日から10月25日には身延町帯金の静仙院に滞在し、薬師如来像一帯を制作している。寛政13年には身延町塩之沢の金龍寺では日蓮上人像を制作しており、木喰唯一の日蓮の祖師像として知られる。
柳宗悦は四国堂に安置された諸仏は木喰が丸畑滞在中に制作した88体のうち80体で、これに自身像・大黒天像・弘法大師像の三体を加えた83体としている。
四国堂は1919年（大正8年）に売却され、堂は解体され安置されていた所像も四散した。柳宗悦が訪れた際には礎石のみが残っていたという。四国堂諸像は半数以上が所在不明となっており、1913年（大正13年）に柳宗悦が小宮山清三宅で見た木喰仏は、四国堂の旧仏である地蔵菩薩像、無量寿菩薩像、弘法大師像の三体であった。

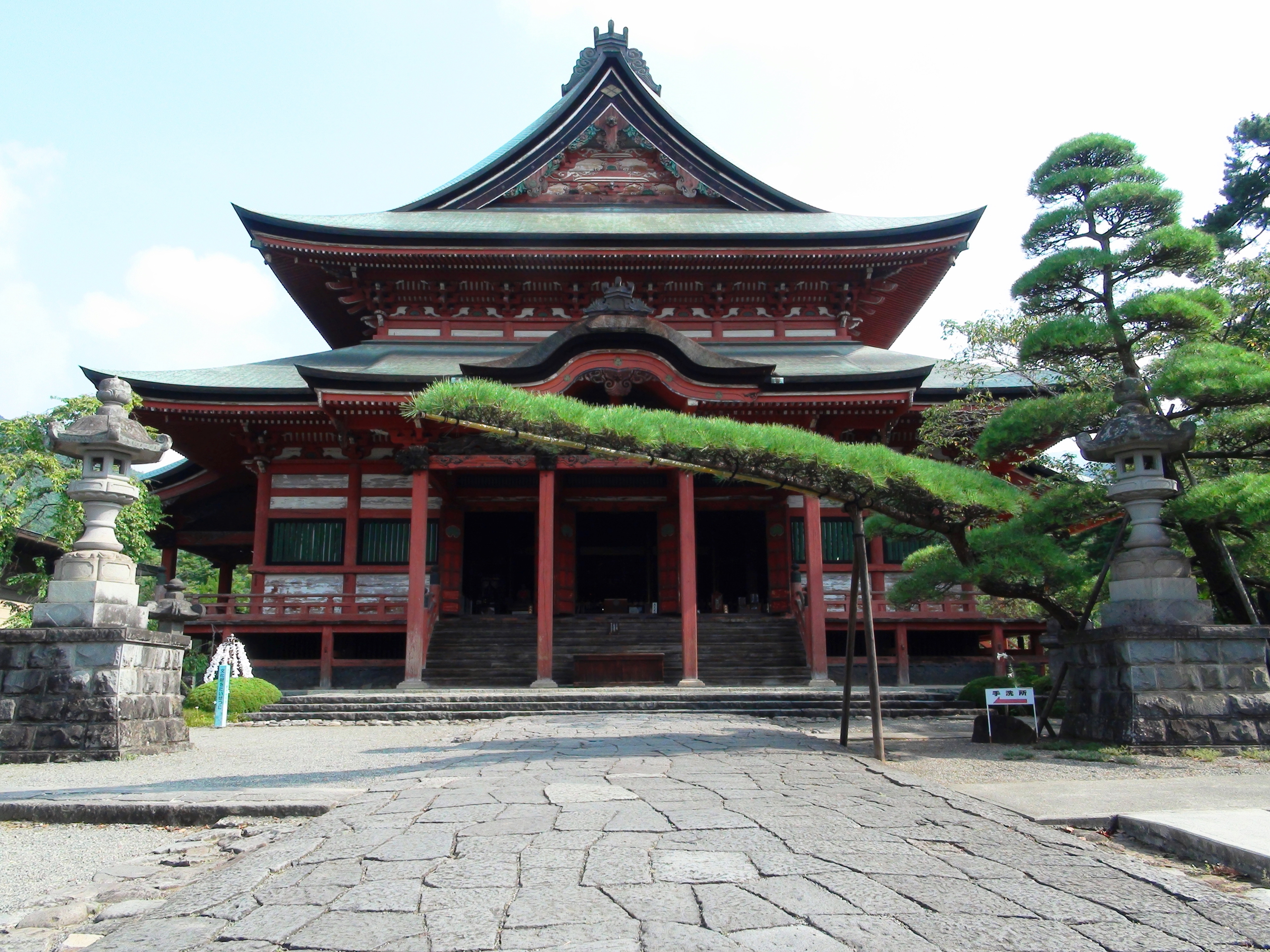
甲斐善光寺

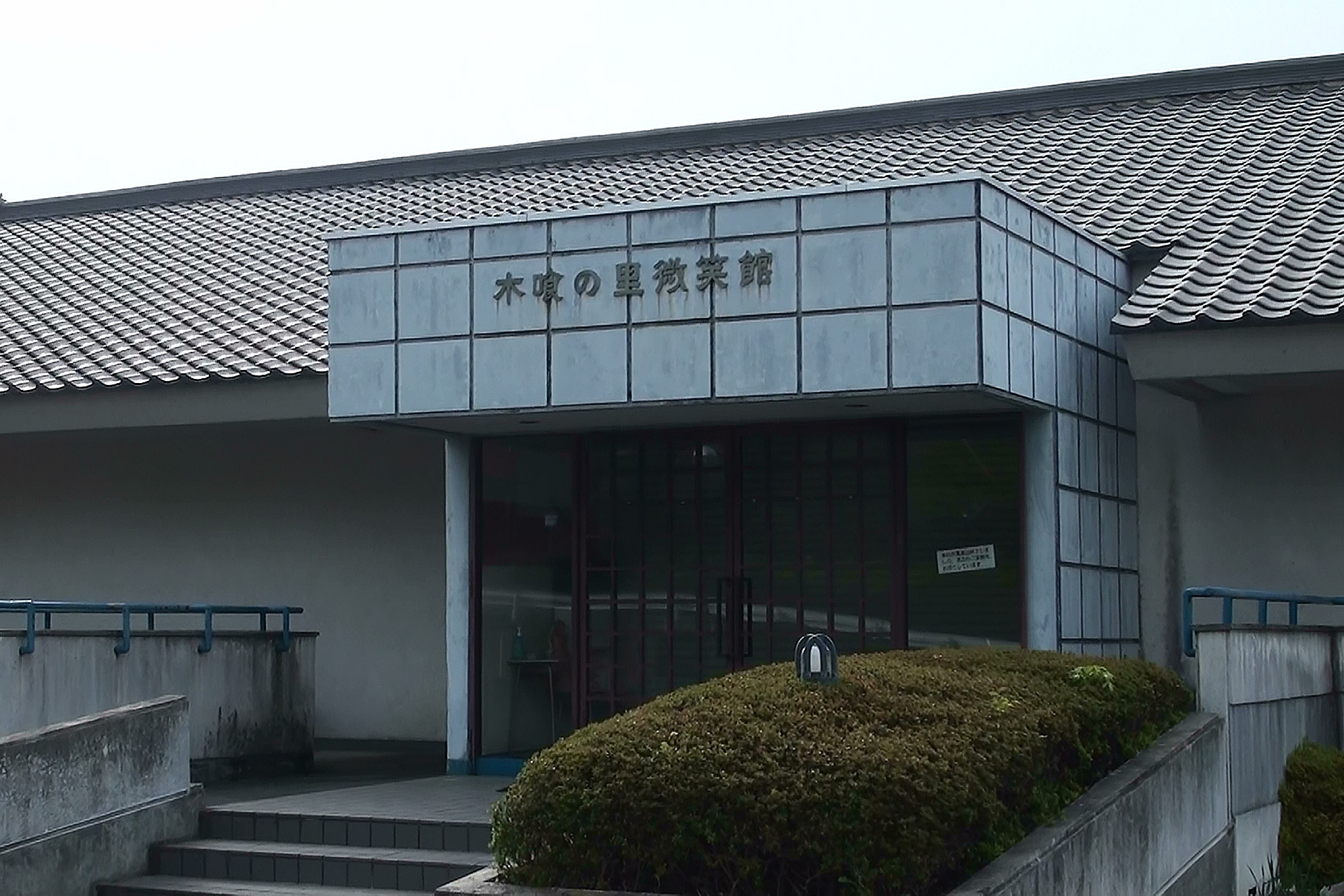
木喰の里微笑館

木喰は故郷に安住することなく、85歳にしてまたも放浪の旅に出た。四国堂建立以降は木喰は記録を残しておらず、木喰仏背銘からわずかに足跡が知られる。91歳の1808年（文化5年）まで、仏像を彫っていたことが遺品からわかっている。文化5年（91歳）の時には再び甲斐へ帰国し、甲府に滞在している。甲府市金手町の教安寺には七観音像を残しているが、これは1945年（昭和20年）7月6日-7月7日の甲府空襲により焼失している。教安寺七観音像は1925年（大正14年）に刊行された写真集『木喰上人作 木彫佛』によりその像容が知られ、柳宗悦の解説に拠れば保存状態は悪く、背銘により文化5年4月14日から4月16日に制作されたという。記録に残る限り、教安寺像が最後の造仏とされる。
その後、甲府市善光寺の甲斐善光寺には阿弥陀如来図（現存）を書き残したのを最後に、記録からは見えない。故郷の遺族にもたらされた紙位牌によれば、1810年（文化7年）6月5日、93歳でこの世を去ったことになっている。
木喰の故郷である山梨県身延町には、彼を記念して木喰の里微笑館が建てられている。

## 木喰の作品

### 木喰仏
木喰仏の総数は2007年7月段階で集成された情報に拠れば、確認できる現存数は617体、所在不明な像が56体、焼失した像が31体、盗難を受けた像が6体あり、合計は710体となる。さらに2015年の集成では、現存数は626体、このうち移入像が52体、所在不明・消失・盗難などの像が95体で、確認数は626+95で721体となっている。分布は新潟県の282体が最多で、山梨県の89体、静岡県の60体、山口県の55体と続く。
四国堂諸像は91体制作したとされるが、大正期に一部の像が散逸し、2007年段階では41体の所在が確認されている。

#### 代表作品
- 五智如来（1800年）（山梨県身延町・永寿庵）
- 地蔵菩薩（1801年）（日本民藝館蔵）
- 三十三観音像（1803年）（新潟県小千谷市小栗山・観音堂）
- 十六羅漢、釈迦三尊、自刻像（1806年）（京都府南丹市・清源寺蔵）
- 七仏薬師、自刻像（1807年）（兵庫県猪名川町・毘沙門堂蔵）
- 勢至菩薩・聖観音、自刻像（1807年）（兵庫県猪名川町・天乳寺蔵）
- 十王尊・白鬼・葬頭河婆、自刻像、立木子安観音（1807年）（兵庫県猪名川町・東光寺蔵）

#### 山梨県の木喰仏
山梨県には2015年時点で25体が現存し、うち移入像が1体、移出像が64体で計89体が確認される。分布は南巨摩郡身延町の四国堂や山神社、マツコ堂、金龍寺、静仙院薬師堂、個人蔵などの像があるほか、韮崎市の個人蔵、笛吹市御坂町の山梨県立博物館所蔵の像がある。
韮崎市の像は地蔵菩薩、観音菩薩像の二体。ともに韮崎市指定文化財。地蔵菩薩像は像高36.5センチメートルで、天明6年（1786年）3月11日の背銘を持つ。通常は釈迦如来か大日如来の印相である法界定印の地蔵菩薩。木喰は天明3年（1765年）に佐渡島において同様の形式を取っており、本像が法界定印の地蔵菩薩としては最後の像となり、以後は両手を衣の下に入れる像容に変化する。観音菩薩像は像高43.5センチメートルで、天明6年3月14日の背銘を持つ。蓮座・敷茄子・返花の三重台座に座した観音菩薩で、胸前の衣の下で両手を合掌する。背銘に「稱観世音菩薩」と記され、「稱」は「聖」の当て字。韮崎市旧在の東京都個人所蔵の像には同様の墨書が記されている。『御宿帳』に拠れば、木喰は前年の天明5年9月12日に丸畑に帰郷し、2週間あまり滞在している。
身延町の像は金龍寺所蔵の日蓮上人像がある。像高30.8センチメートル。身延町指定文化財。寛政12年（1800年）10月12日の年記を持つ。『御宿帳』に拠れば、木喰は同年10月25日に故郷丸畑に帰郷している。
山梨県立博物館には弘法大師像、千手観音菩薩像（個人像・2008年寄託）、不動明王像の3体が所蔵されている。弘法大師像は像高54.5センチメートル。金丸康信寄贈。四国堂諸像のひとつで、1924年1月9日に柳宗悦が小宮山清三宅で実見した3像のうちの1体。千手観音菩薩像は像高72.5センチメートル。寛政13年（1801年）の年記があり、四国堂諸像のひとつ。不動明王像は像高29.2センチメートル。2008年に収蔵。背銘に天明9年（1789年）3月28日の年記があり、木喰が九州・宮崎において初期に彫った像。後年の木喰の不動明王には火炎光背がつけられるが、本像には見られない。

#### 木喰仏と庶民
木喰仏は後述の円空仏と同様に庶民の民間信仰に根ざした存在で、文化財としての価値が重視される今日と異なり、庶民のそばに寄り添った扱い方をされていた。宮崎県西都市の西都市歴史民俗資料館に伝来する自身像は顔面部分が削り取られており、庶民が病の際に像の一部を削り取って飲む信仰が行われていたという。また、愛媛県四国中央市の光明寺観音堂本尊の如意輪観音像は、安置される観音堂の円の下に穴を開けられた石が数多く置かれており、これは如意輪観音を耳の神として信仰することに根ざしているという。
また、新潟県長岡市前島の金比羅堂に安置される諸像は、子どもたちが遊び道具として持ちだしたため表面が摩耗している。さらに、兵庫県川辺市の天乳寺の自身像は墨が塗られており、子どもの悪戯の対象になっていたと考えられている。

### 木喰と円空

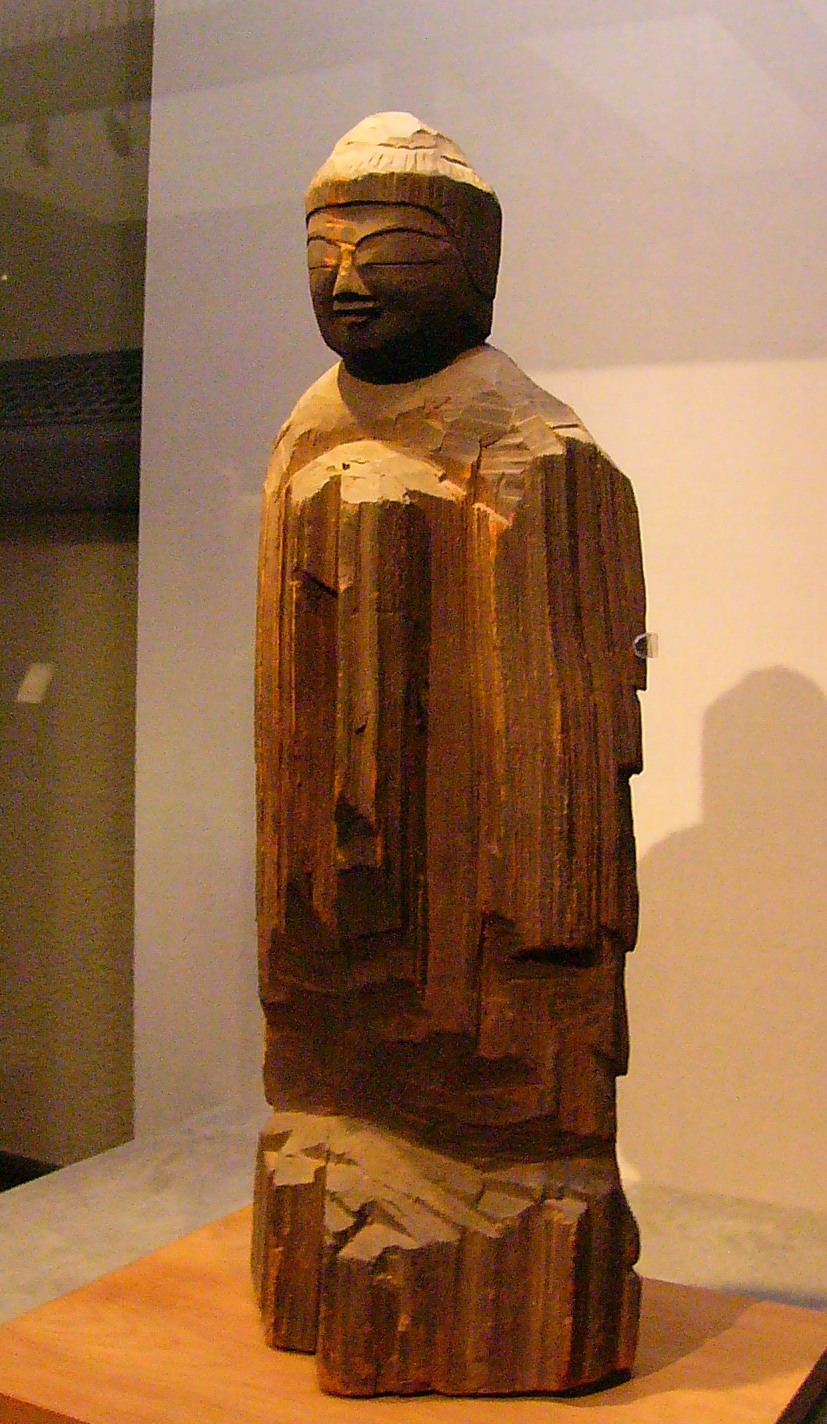
円空仏（如来立像）

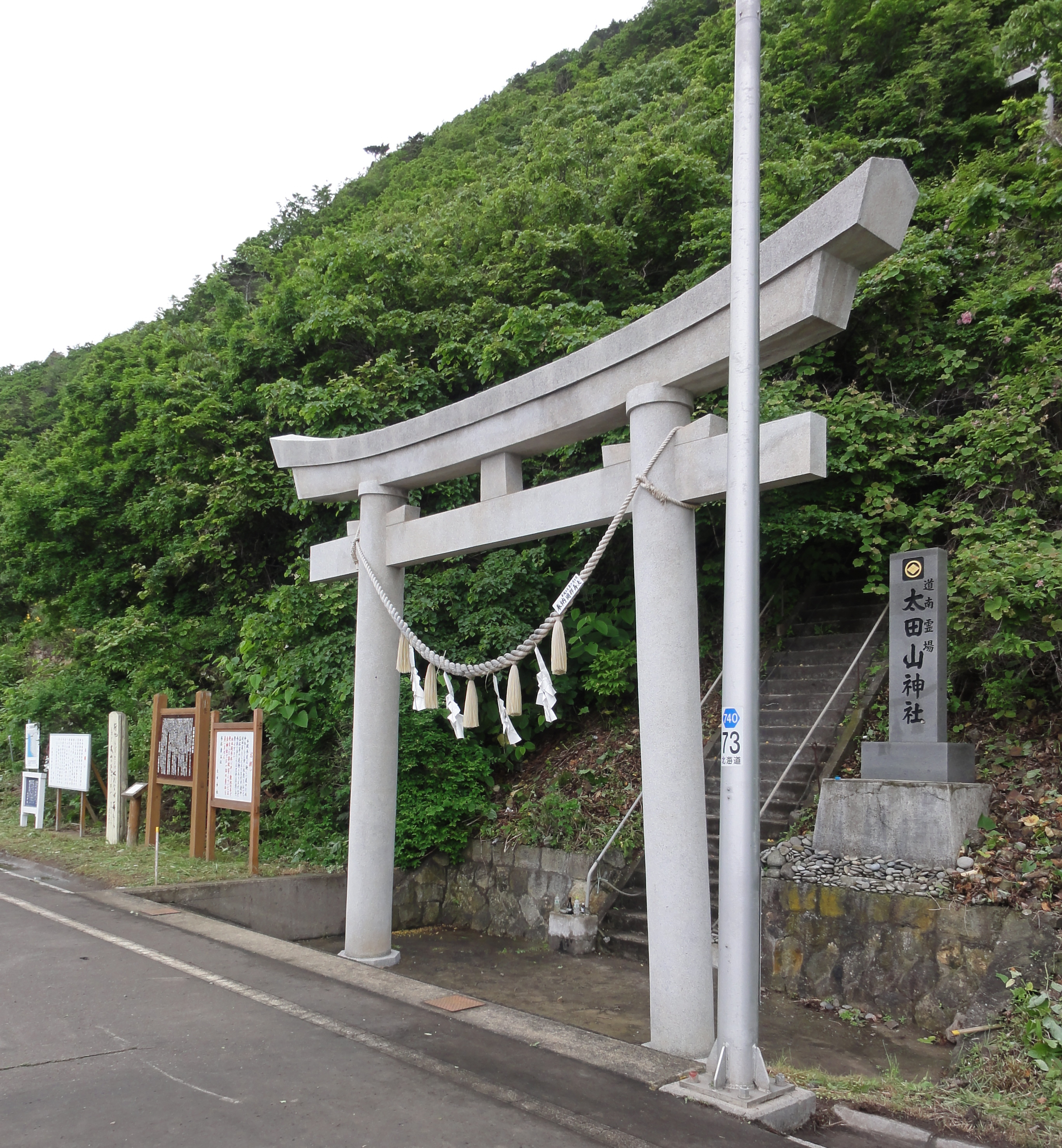
太田権現

木喰は円空仏と出会ったことにより造像活動を開始したとする五来重の説がある。円空（1632年 - 1695年）は美濃国生まれの廻国聖で、生涯に渡り多くの仏を残し、「円空仏」と称される。木喰は円空の存在について直接言及した史料を残していないが、木喰とともに北海道を廻国した弟子の白道は『木食白導一代記』において太田権現を訪れた記録を残しており、円空の名には言及していないが「百体の御仏」を見たとしている。
円空仏と北海道における初期の木喰仏、後年の木喰仏は作風が異なっており、円空仏はノミ痕を残した鋭い彫りの特徴を有しているのに対し、後年の木喰仏は表面を滑らかに加工し丸みを帯びている特徴が指摘される。なお、北海道における初期の木喰仏に関しては2004年に白道の作例であることが判明し（前述）、白道の造像活動の開始は師の木喰に先行している可能性が指摘されている。
円空と木喰の関係に関して、寛政元年（1789年）の菅江真澄『蝦夷喧辞辯』（えみしのさえぎ）に拠れば北海道久遠郡せたな町の太田権現にはかつて多数の円空仏が存在したことが記されており（現在は亡失）、五来は『納経帳』の存在からこれに先行する安永7年（1778年）7月に木喰は太田権現に登り、円空仏を見たとしている。
一方で、小島梯次は『納経帳』の記述は二海郡八雲町熊石畳町の門昌庵における納経を記したものであり、木喰の門昌庵登頂を示すものではないと指摘しつつも、木喰は円空や円空仏の存在を知っていた可能性もあるとしている。
また、木喰は北海道廻国以降に天明6年（1787年）5月から6月に尾張国・飛騨国を訪れている。岐阜県高山市丹生川町の真言宗寺院・千光寺には多数の円空仏が残されており、同地でも木喰が円空仏を見た可能性が指摘されている。ただし、小島が行った悉皆調査（しっかいちょうさ）では同地において木喰仏は発見されなかったという。
天明6年9月には滋賀県東近江市鋳物師町の竹田神社を訪れており、同地にも円空仏が残されている。以後、木喰と円空の足跡が重なることはなく、また円空仏と木喰仏の分布も異なっていることが指摘される。

### 木喰の書画
木喰は仏像のほか六字名号や祈願文、神号、三社託宣、由緒書きなど百数十点の書画を残している。木喰の書体は文字の先端部を尖らせた「利剣名号」や、文字を線で囲み内部を白で抜く「双鈎字（そうこうじ）」、文字の一部を太くした書体や図像化した書体など、特徴的な書体を用いている。

## 歌人としての木喰
木喰は歌人としても知られ、生涯に渡り多くの和歌を読んでいる。木喰の和歌は後年に多く詠まれ、類歌・重複歌も存在するが、2008年時点で約560首が確認されている。
木喰の和歌は、天明元年（1781年）7月7日の年記を持つ自身像背面に記された「皆人の心にきさし白蓮花花はきちてもなねはのこらむ」が初見とされる。天明元年5月に木喰は信濃長久保において弟子の白道と別れ、同年5月には佐渡島へ渡っている。終見は文化5年（1808年）に甲斐善光寺に納めた画軸の26首とされる。
木喰の歌集は7点が確認されており、名号和歌を記した書画も存在する。木喰の歌集の初見は天明2年（1782年）12月8日に佐渡で編まれた『集堂帳』で、22首を収める。寛政8年（1798年）1月6日には長崎で歌集が編まれたが、これは表題がなく、柳宗悦により『青表紙歌集』と名付けられた。35首を収める。寛政12年（1800年）5月には遠江国で『心願』が編まれる。これはいろは唄の各文字を初句の初めに置いた和歌が含まれ、88首が納められている。
享和2年（1802年）2月21日には甲斐国丸畑に四国堂を建立した際に『四国道心願鏡』が編まれ、四国堂の縁起・自伝に添えた和歌7首と、建立に協力した「拾三人講中」に与えた和歌5首の12首が収められている。同年同月日には加持祈祷の修法・呪文や真言を記した『懺悔経諸鏡』が著され、10首の和歌が収められている。享和3年（1803年）閏1月12日には越後国長岡の青柳與清（清右衛門）家滞在中に『心願集歌』が編まれ、観音経の終わりの25文字を初句の初めにおいた25首が収められている。同年3月10日には同じ青柳家で廻国の行願十八大願を記した『木喰うきよ風りふわさん』が著され、14首の和歌が収められている。

## 木喰の再発見
木喰の存在は、没後1世紀以上の間、大正期に入るまで完全に忘れ去られていた。木喰を再発見したのは、美術史家で民藝運動の推進者であった柳宗悦（やなぎむねよし、1889年（明治22年）〜1961年（昭和36年））であった。柳は白樺派の出身で民芸運動を主宰し、1920年代には李朝時代の陶磁器など朝鮮民芸を研究していた。
柳は1924年（大正13年）1月に山梨県中巨摩郡池田村長松寺（現・甲府市長松寺町）の小宮山清三宅を訪れる。小宮山清三は池田村村長で古美術蒐集家でもあり、郷土研究も行っていた。甲府教会会員でもあり、同じ会員で後に朝鮮民芸を研究していた浅川伯教・巧兄弟とも交流があった。柳は李朝陶磁器調査のため小宮山家を訪れるが、偶然に同家所蔵の地蔵菩薩像、無量寿菩薩像、弘法大師像の3体の木喰仏を見出し、木喰仏の芸術性の高さに打たれたという。
柳は小宮山宅を訪れたその日に地蔵菩薩像を贈られ、東京へ帰宅する。柳はそれまでの懸案であった朝鮮民族美術館を京城（ソウル）で開館させるが、その最中にも小宮山から木喰に関する情報を入手し、下調べを行っている。なお、当時木喰に関する先行研究はなく、当初小宮山から得ていた木喰の伝記に関しては、同時代の木食僧・木食観正（1754年 - 1829年）に関するものが含まれていたという。
柳は1924年（大正13年）1月から1926年（大正15年）2月にかけ、木喰仏を集中的に研究し、特に小宮山清三宅を訪れた同年の1924年6月から翌年7月にかけ350体以上の木喰仏を発見している。柳は小宮山らの協力を得て木喰仏の調査研究のため所蔵者や古美術商を訪ね、さらに文献史料を博捜し、木喰仏の背銘などを頼りに徐々に木喰に関する研究を進める。小宮山らと交流し木喰の故郷である丸畑を訪ねる。丸畑では現存する四国堂諸仏や、『四国堂心願鏡』を納経帳や宿帳など文献史料を発見する。1924年7月20日にはそれまでの研究成果を『女性』9月号に「木喰上人略傳」として発表する。
その後、判明した木喰の廻国ルートをたどり佐渡島をはじめ新潟県や栃木県、静岡県や宮崎県、四国、長野県、山口県、島根県、京都府などを調査する。
木喰仏の発見は地元山梨県において大きく報じられ、地方紙『山梨日日新聞』紙上では連日木喰仏の発見が記事になり、小宮山清三を始めとする郷土史家が記事を執筆している。柳はこれをスクラップして「抜翠帖」三冊を作成している（日本民藝館所蔵）。
また、小宮山や山梨日日新聞社長で郷土史家でもある野口二郎らと雑誌『木喰上人之研究』を発刊する。柳は1926年まで木喰研究を行い、その後は民藝運動に専念している。